# 트래비스 (밴드)
트래비스(Travis)는 1995년 글래스고에서 결성된 스코틀랜드의 포스트 브릿팝 밴드이다. 트래비스라는 밴드 이름은 영화 파리, 텍사스에서 해리 딘 스탠턴이 연기한 Travis Henderson역에서 따와서 지었다고 한다.
오아시스나 뮤즈와 함께 어깨를 나란히 하는 영국을 대표하는 브릿팝 밴드이다. 서정적이며 감성적인 사운드가 특징이다.
트래비스의 첫 데뷔 앨범인 "Good Feeling 1997년 9월 8일에 발매되어 영국 앨범 차트에서 9위를 기록했으며 9주 동안 영국 차트 100 순위권을 유지했다. 정규앨범에 비해서 All I Want to Do Is Rock같은 싱글앨범은 영국 싱글 차트에서 39를 기록하는등에 비교적 성공도가 낮았다 . 트래비스는 두 번째 정규앨범 The Man Who가 나올지 않을때까지 자신들의 이름을 딴 음악 산업을 개발하여 2000년대에 성공을 거두기도 했다. 두 번째 앨범 The Man Who는 영국 앨범 차트 1위에 올랐으며 104주 동안에 100순위 안에 들었고 브릿 어워드에서 영국 앨범상을 받았다.
세 번째 정규앨범인 The Invisible Band는 2001년 6월 11일에 발매하였으며 2번째 정규 앨범처럼 영국 앨범차트 1위를 기록하여서 4주 동안 1위를 하였고 앨범차트에서 54주 동안 100순위권을 유지했다. 4번째 앨범 12 Memories는 차트에서 최고 성적이 3위였고 앨범 차트에서 11주 동안밖에 유지를 못했음에도 BPI(British recorded Music Industry)에게 플래티넘 상을 받았다. 트래비스는 2004년에 컴필레이션 앨범 Singles를 발매했고 이 앨범은 영국 앨범차트에서 4위를 기록했다. 2007년에는 5번째 정규 앨범 The Boy With No Name을 발매하여 차트 4위에 올랐다. 6번째 정규앨범 Ode To J. Smith는 차트 20위를 기록하였다.
2008년 펜타포트 락 페스티벌에서 처음으로 내한했다. 이때의 열광적인 반응에 힘입어 2009년에는 첫 단독 내한 콘서트를 가졌다.

## 멤버
- 프란 힐리(Francis Healy) - 보컬, 기타
- 닐 프림로즈(Neil Primrose) - 드럼
- 앤디 던롭(Andrew Dunlop) - 기타
- 더기 페인(Douglas Payne) - 베이스 기타

## 디스코그라피

### 정규 앨범
- 《Good Feeling》(1997)
- 《The Man Who》(1999)
- 《The Invisible Band》(2001)
- 《12 Memories》(2003)
- 《The Boy with No Name》(2007)
- 《Ode to J. Smith》(2008)
- 《Where You Stand》(2013)
- 《Everything at Once》(2016)